# Cuisine mongole

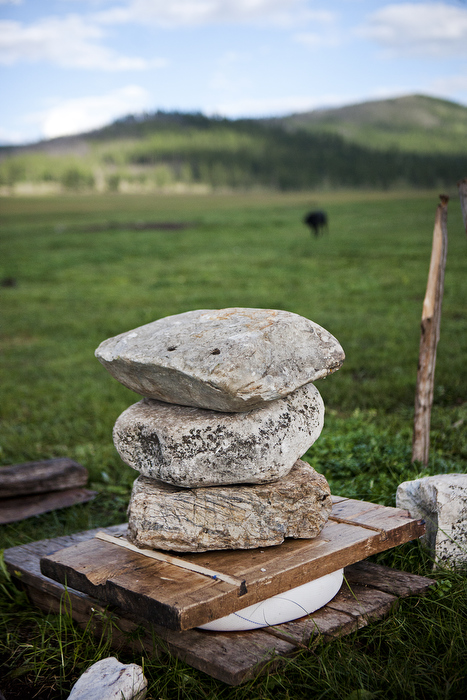
Trois grandes pierres pour presser et enlever le liquide en excès d'un fromage, dans l'aimag de Khövsgöl.

La cuisine mongole (en mongol : ᠮᠣᠩᠭᠣᠯ
ᠬᠣᠭᠤᠯᠠ / Монгол хоол / Mongol khool) est une cuisine assez simple, principalement limitée par l'aridité des régions du Plateau mongol, que ce soit la steppe, qui couvre la majorité de ces régions, le désert de Gobi, les khangai. La majorité de la nourriture provient des animaux, que ce soit pour leur viande, leur gras ou les laitages qu'ils produisent. Le millet est la principale céréale de Mongolie, mais l'orge et le blé sont également utilisés. Les fruits et légumes sont quasiment absents de la cuisine.

## Aliments blancs, basés sur des produits laitiers

### Thé au lait
- Le süütei tsai (сүүтэй цай) est un thé au lait, généralement salé, mais parfois aussi sucré, utilisant du thé noir, parfois additionné de beurre (massal), auquel on ajoute généralement du millet frit et consommé avec différents types de bonbons de yaourt séché, ainsi que différents produits secs que l'on met dans celui-ci ; boulettes de millet et petits vermicelle croustillant qui donne un gout acidulé au thé. Dans certaines régions, l'orge frit et malté (ᠠᠷᠪᠠᠢ ᠶᠢᠨ
ᠭᠤᠯᠢᠷ / арвайн гурил / arvain guril), formant une poudre, est également utilisé dans le thé au lait, comme au Tibet, mais également pour le gruau.

### Alcools de lait
- Aïrag ou aïrak : lait de jument fermenté.
- L'arkhi est une eau-de-vie obtenue par distillation du lait, lait de vache, lait de brebis ou encore lait de jument. En Mongolie, remplacée de plus en plus souvent par de la vodka industrielle qui peut désormais elle aussi être désignée sous ce nom[1]. En Mongolie-Intérieure, on peut toujours en trouver couramment, des industriels en produisent notamment à Chifeng.

### Aliments laitiers
Il existe différents aliments à base de produits laitiers. Ils peuvent être constitués de fromage séché, de lait caillé (ou yaourt) séché, ils sont secs et durs. Fabriqués après la crème de lait ou peau de lait et les yaourts, ils sont relativement pauvres en matières grasses. Ils sont généralement légèrement sucrés et parfois acidulés et consommés en les suçant ou trempés dans du lait.
Il existe notamment :
- Aaruul (ᠠᠭᠠᠷᠤᠤᠯ/ааруул), lait caillé séché ;
- Eezgii (ᠡᠭᠡᠵᠡᠭᠡᠢ/ээзгий), lait caillé séché ;
- Khuruud (ᠬᠤᠷᠤᠳ/хурууд), fromage.

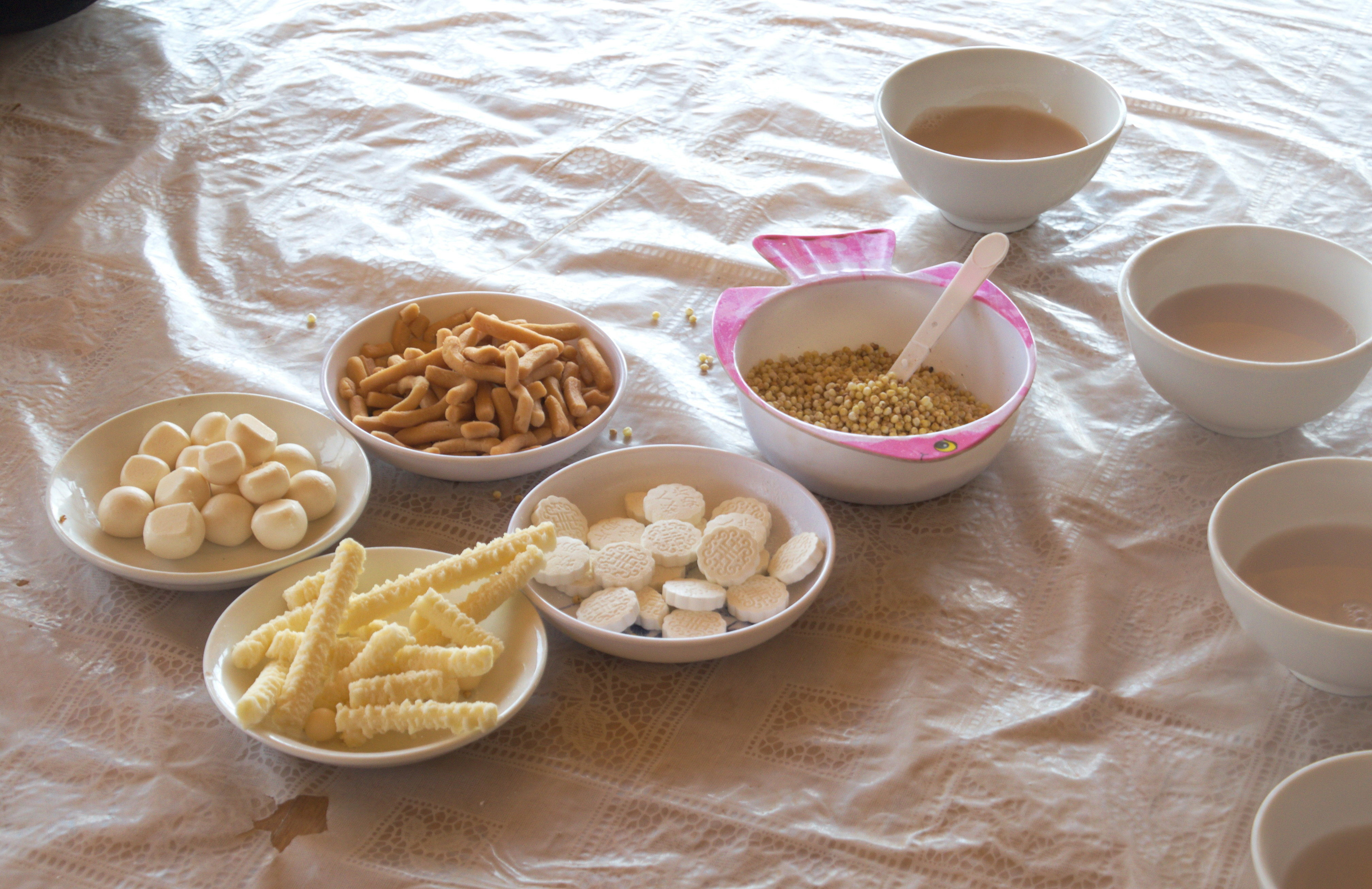
Bonbons de fromage et yaourt séchés servis avec du süütei tsai.

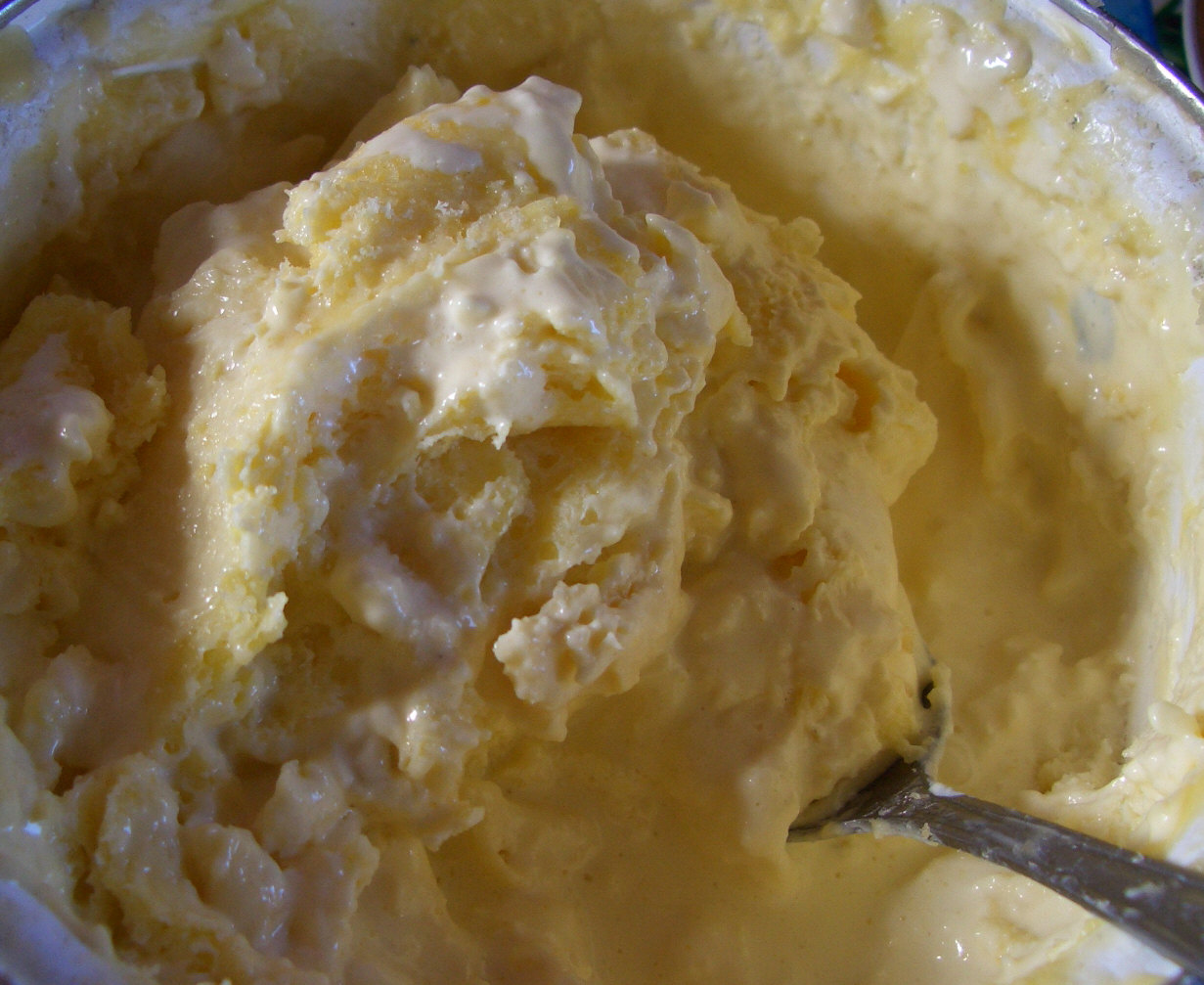
Öröm.

Il y a également deux sortes de produits moins secs et plus gras, mis au-dessus de l'assiette, l'öröm (ᠥᠷᠦᠮ᠎ᠡ/өрөм, parfois retranscrit en orööm), fait de la « peau » crémeuse de lait et du shar tos (ᠰᠢᠷ᠎ᠠ
ᠲᠣᠰᠤ/шар тос) beurre mou et jaune, au goût rance.

## Aliments brun-gris, à base de viande
Traditionnellement, les mongols ne consomment que des animaux broutant de l'herbe. Les poissons pouvant manger des insectes, ils sont évités.
Le mouton est probablement la viande la plus fréquemment consommée, mais on consomme également de la marmotte sauvage de la steppe, de la chèvre, du bœuf, du cheval ou encore du yak.
Parmi les méthodes de cuisson, il y a :
- La fondue mongole. La viande est cuite dans de l'eau, méthode qui a influencé la cuisine chinoise, via les Mongols, les Jurchens (devenus mandchous).
- Le khorkhog (хорхог), la viande, mouton ou marmotte, est enfermée dans un bidon de lait en métal qui est chauffé.
- Le boodog (боодог), la cavité abdominale d'une chèvre ou d'une marmotte préalablement désossé est utilisée pour la cuisson de la viande. C'est un plat de fête consommé principalement pendant l'été[4].
- Le beshbarmak (kazakh : Бешбармак), plat consommé à l'origine par les Kazakh, dont ceux de Mongolie.

### Gras de viande
Le gras de viande est un aliment très apprécié. C'est un morceau de choix, offert aux invités. Il peut être mangé accompagné d'une gorgée de thé chaud. On trouve du gras de viande dans chacune des spécialités mongoles. Il est commun de trouver autant de gras que de viande dans un khuushuur. En Mongolie, il est parfois reproché à la viande étrangère de ne pas être aussi grasse que la viande mongole.

## Aliments farines

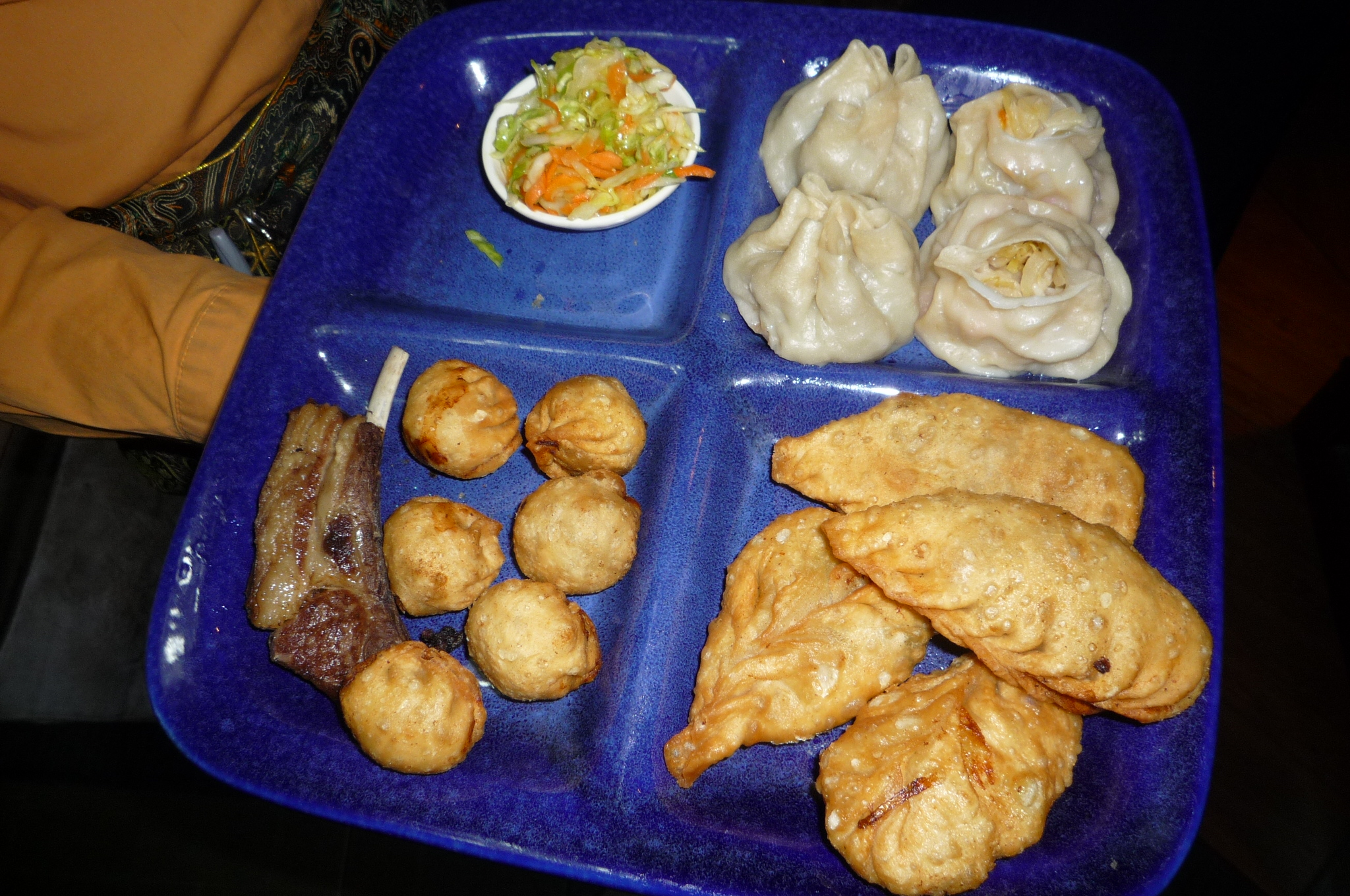
Banshn, buuz et khuushuur.

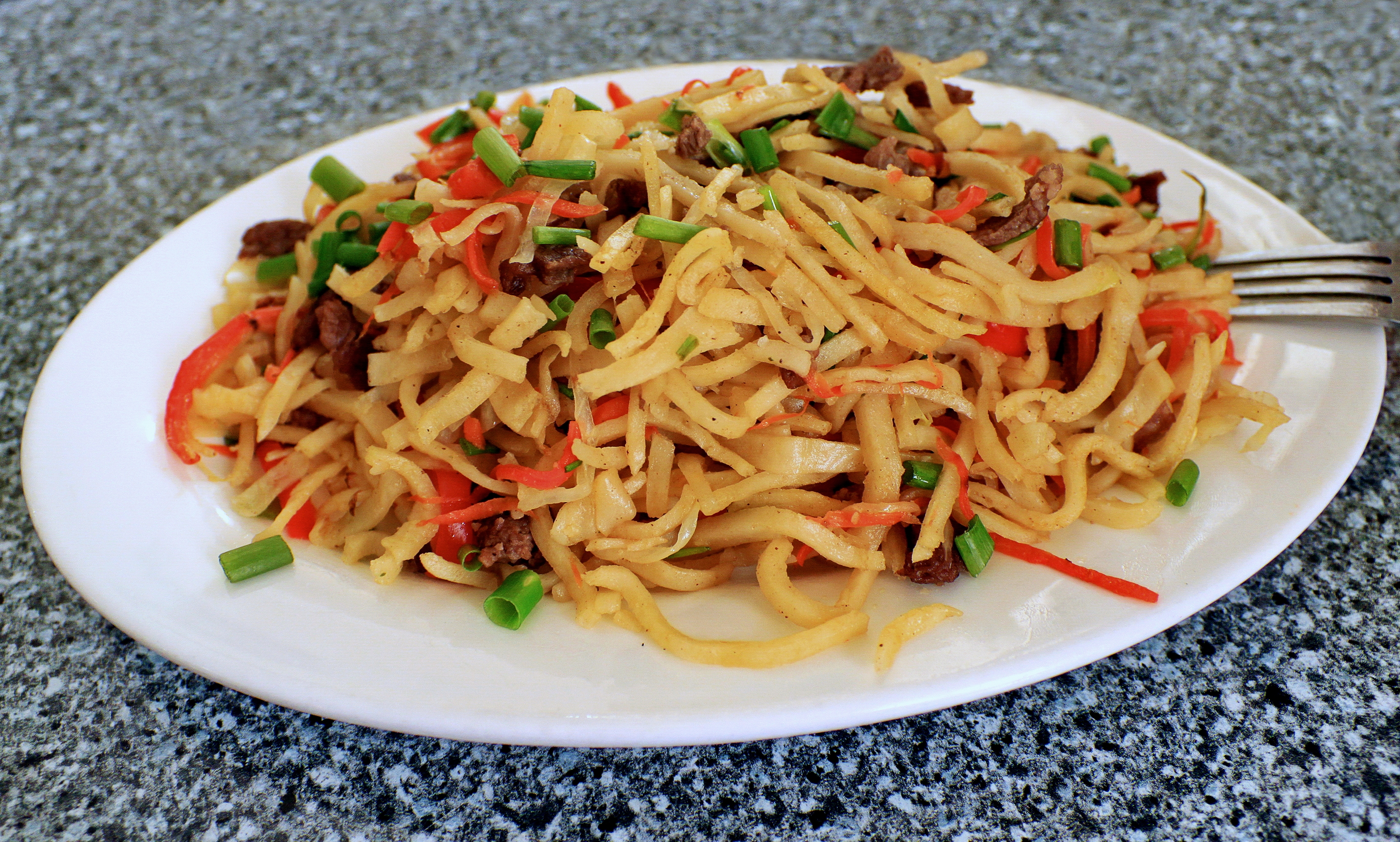
Assiette de tsuivan.

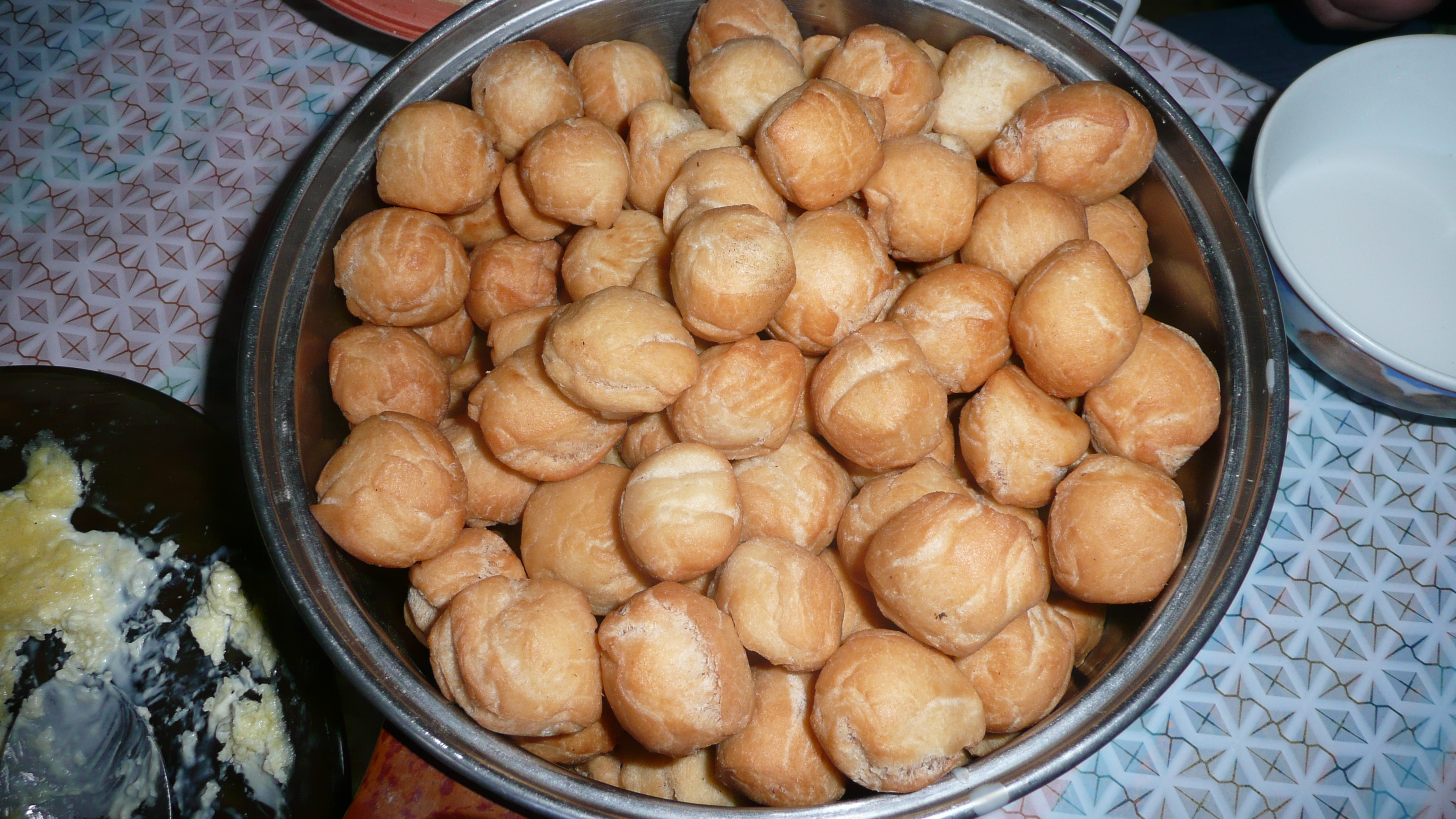
Boortsog.

### Khuushuur
Le khuushuur (ᠬᠤᠤᠱᠤᠤᠷ/хуушуур) est un ravioli, plat confectionné à partir de farine de blé, fourré de viande de mouton, de yak ou de bœuf, voire de chèvre, et frit dans l'huile. Il est notamment dégusté à l'occasion des Naadam.

### Mantuu
Le mantuu (ᠮᠠᠨᠲᠠᠤ/мантуу) est un petit pain blanc, totalement identique au mantou chinois.

### Buuz
Les buuz (ᠪᠤᠤᠵᠠ/бууз) sont des raviolis à la viande de mouton ou de bœuf, aux oignons et au gras et selon les versions proches des jiaozi ou des baozi (dont la prononciation est très proche) chinois. Comme le jiaozi chinois, c'est avant tout une spécialité du Nouvel An, même s'ils sont consommés toute l'année.

### Tsuivan
Le tsuivan (ᠴᠤᠶᠢᠪᠢᠩ/Цуйван) est un plat de pâtes qui inclut de la viande, du gras de viande (pour moitié) et quelques légumes, principalement des carottes et des poivrons. C'est le seul plat traditionnel mongol qui inclut des légumes.

### Boortsog
Il n'y a pas de véritable dessert sucré à l'occidentale. Les boortsog sont des beignets tartinés de öröm (sorte de crème de lait).

## Tsagaan Sar et desserts

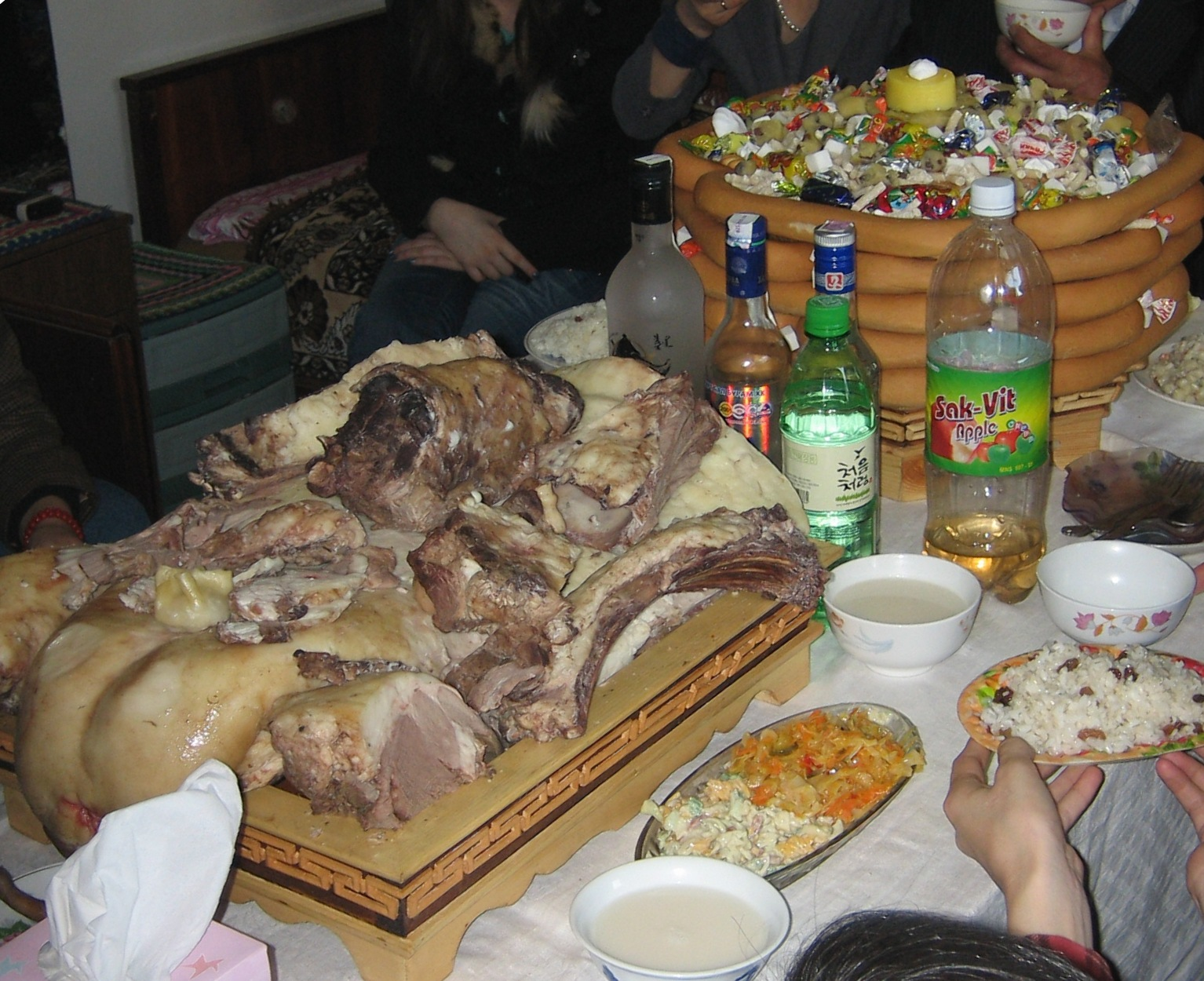
Repas typique de Tsagaan Sar.

Pendant le Tsagaan Sar (« mois blanc »), on mange « blanc », autrement dit des aliments à base de lait, par opposition aux aliments « brun-gris » que représentent les viandes. On y mange tout de même un mouton entier bouilli.
Dans tous les foyers, sont confectionnées sur l'autel, des pyramides à base de gâteaux-semelles (ᠤᠯᠠ
ᠪᠣᠣᠪᠤ / ул боов), et une « assiette d'hospitalité », composée de pyramides de ces mêmes gâteaux, de morceaux de sucre, de fromage séché et autres produits laitiers et bonbons, est proposée au visiteur qui doit se contenter de picorer le dessus, en général en prélevant un peu d'öröm, et des morceaux de gâteau.
Les gâteaux semelles sont également offerts aux enfants, lors des de la clôture du deuil, au quarante-neuvième jour, dans le repas dit des « dix mérites blancs » (arvan cagaan bujan, khalkha : арван цагаан буян, arvan tsagaan buyan).